# Caren Chebet
Pour les articles homonymes, voir Chebet.
Caren Chebet, née le 24 mai 2000, est une athlète kényane.

## Carrière
Caren Chebet est médaillée de bronze du 3 000 mètres steeple aux Championnats d'Afrique d'athlétisme 2022  à Saint-Pierre.

## Palmarès
| Date | Compétition                    | Lieu         | Résultat | Épreuve         | Temps         |
| ---- | ------------------------------ | ------------ | -------- | --------------- | ------------- |
| 2017 | Championnats du monde jeunesse | Nairobi      | 1re      | 2 000 m steeple | 6 min 24 s 80 |
| 2019 | Championnats d'Afrique juniors | Abidjan      | 2e       | 3 000 m steeple | 9 min 51 s 41 |
| 2022 | Championnats d'Afrique         | Saint-Pierre | 3e       | 3 000 m steeple | 9 min 43 s 64 |